# Berrocal de Huebra
Berrocal de Huebra település Spanyolországban, Salamanca tartományban. Berrocal de Huebra Tamames, La Sagrada, Sanchón de la Sagrada, Carrascal del Obispo, Narros de Matalayegua, Barbalos és Tejeda y Segoyuela községekkel határos. Lakosainak száma 75 fő (2024).

## Népesség
A település népessége az elmúlt években az alábbi módon változott:
| Lakosok száma | 119  | 109  | 97   | 81   | 75   | 71   | 69   | 70   | 77   | 75   |
|               | 2001 | 2004 | 2007 | 2009 | 2012 | 2014 | 2017 | 2019 | 2022 | 2024 |